# Гишко Гаврило Петрович
Гаврило Петрович Гишко (або Гавриїл Гишко, псевдо Крук, Чорногор, Марко (1912, с. Нагірянка, нині в межах м. Бучача — 1948, с. Ліщанці Бучацького району Тернопільської області) — бучацький районовий провідник ОУН.

## Життєпис
Народився у 1912 році в с. Нагірянка (нині в межах м. Бучача, Тернопільська область, Україна) у селянській сім'ї Петра та його дружини Ольги Гишків, мав троє братів та двоє сестер. Батьків у 1940 році вивезли до Семипалатинська, де від поневірянь, голоду та холоду померла мати. Батько після митарств повернувся додому, похований на Нагірянському цвинтарі. У дитинстві мав кличку Габрик, любив читати, співати.
У 1937 році вступив до лав ОУН, отримав своє перше псевдо — «Крук», увійшов до групи під керівництвом повітового (згодом районового) провідника Юліяна Гуляка. Проводили просвітянську роботу, боролись прти польських шовіністів. Його найдовіренішим товаришем був Володимир Луців «Орел». Після червоної анексії пішов у підпілля. На Різдво 1940 року під час облави важко поранений і потрапив до рук більшовиків, які помістили його під охороною до лікарні. Побратими викрали Гаврила, тому доліковуватися довелось у підпіллі, потім їхати до Львова на операцію. Ставши районовим провідником, змінив псевдо на «Чорногор».
У 1948 році переховувався у криївці поблизу Ліщанців разом з Марусею (прізвище невідоме). Під час виходу в розвідку і за продуктами Маруся зіткнулася з «рубашниками», змушена була уникати зустрічі. Хтось із «совітів» пострілом навздогін поранив ногу дівчини, яка потім застрелилась. Її тіло відвезли до Золотого Потоку, місце поховання невідоме.
«Чорногор» вийшов із криївки, відчуваючи за собою пильні погляди ворогів, пішов до могили з хрестом, виголосив промову, помолився, після цього витягнув власний револьвер… Опісля тіло показували селянам, але ніхто не виказав повстанця, тому відвезли до Золотого Потоку. Місце поховання «Чорногора» невідоме.
Його ім'ям названа одна з вулиць Бучача.

## Зауваги
1. ↑  так подає Ореста Синенька